# Eric Van Lancker
Eric Van Lancker (Oudenaarde, 30 aprile 1961) è un dirigente sportivo ed ex ciclista su strada belga.
Professionista tra il 1984 ed il 1995, conta la vittoria di una Liegi-Bastogne-Liegi, di un'Amstel Gold Race e di una tappa al Giro d'Italia. Dal 2018 è direttore sportivo al team Israel Start-Up Nation.

## Carriera
Passato professionista nel 1984 con la formazione belga Fangio, nel 1985 si aggiudicò la Milk Race in Inghilterra, con due vittorie di tappa, e una tappa al Giro di Danimarca.
Dal 1986 al 1992 vestì la divisa dell'olandese Panasonic, affermandosi come specialista di classiche e tappe vallonate. Nel 1986 vinse la frazione del Mont Ventoux alla Parigi-Nizza, una tappa al Giro d'Italia (l'ultima della corsa, a Merano) e una al Tour de Suisse; l'anno dopo si impose in una tappa al Grand Prix Tell e concluse secondo sia al Giro del Piemonte che, battuto in uno sprint a tre da Moreno Argentin, al Giro di Lombardia. Nel 1988 vinse una tappa alla Vuelta a Cantabria e una alla Torhout-Werchter Classic, oltre alla cronometro a squadre del Tour de France con la sua Panasonic, mentre nel 1989 conquistò una tappa alla Vuelta al País Vasco e la Amstel Gold Race, valida per la prima edizione della Coppa del mondo.
Nel 1990 conquistò in solitaria la prestigiosa Liegi-Bastogne-Liegi (oltre a una prova dell'Escalada a Montjuïc); nella stagione seguente fece invece sue la Wincanton Classic e il Grand Prix Teleglobe Montréal, anch'esse gare del calendario di Coppa del mondo. Due vittorie di tappa al Tour du Vaucluse nel 1992 e il successo nella Bruxelles-Ingooigem del 1994, quest'ultimo in maglia Wordperfect, completano il suo palmarès. Si ritirò dalle corse al termine della stagione 1995.
Dopo il ritiro è stato direttore sportivo per diverse formazioni professionistiche, tra cui la Davitamon-Lotto. Dal 2012 al 2016 ha lavorato nello staff del Team Garmin/Cannondale diretto da Jonathan Vaughters, mentre dal 2018 è direttore sportivo al team Israel Start-Up Nation (già Israel Cycling Academy).

## Palmarès
- 1985

1ª tappa Milk Race (Bournemouth > Bristol)
9ª tappa Milk Race (Middlesbrough > Middlesbrough)
Classifica generale Milk Race
1ª tappa Post Danmark Rundt (Copenaghen > Slagelse)
- 1986

4ª tappa, 1ª semitappa Parigi-Nizza (Le Rouret > Chalet Reynard)
22ª tappa Giro d'Italia (Merano > Merano)
9ª tappa Tour de Suisse (Klosters > Dornbirn Bödele/Oe)
- 1987

5ª tappa Grand Prix Tell
5ª tappa Vuelta a Lloret de Mar
- 1988

2ª tappa Vuelta a Cantabria
1ª tappa Torhout-Werchter Classic (Geel > Philippeville)
- 1989

3ª tappa Vuelta al País Vasco (Valle de Trápaga > Ibardin)
Amstel Gold Race
- 1990

Liegi-Bastogne-Liegi
1ª prova Escalada a Montjuïc
- 1991

Wincanton Classic (Brighton > Brighton)
Grand Prix Teleglobe Montreal
- 1992

3ª tappa Tour du Vaucluse (Valréas > Valréas)
5ª tappa Tour du Vaucluse (Avignone > Avignone)
- 1994

Bruxelles-Ingooigem

### Altri successi
- 1988

2ª tappa Tour de France (La Haie-Fouassière > Ancenis, cronosquadre)
- 1991

Criterium di Bellem
- 1995

Kermesse di La Calamine-Kelmis

## Piazzamenti

### Grandi Giri
- Giro d'Italia

1986: 14º
1989: 74º
1990: ritirato (9ª tappa)
1993: 68º
- Tour de France

1986: 89º
1987: 56º
1988: 74º
1990: 100º
1991: 84º
1992: ritirato (8ª tappa)
1994: ritirato (18ª tappa)
- Vuelta a España

1991: fuori tempo massimo (12ª tappa)

### Classiche monumento
- Milano-Sanremo

1993: 114º
1994: 128º
- Liegi-Bastogne-Liegi

1985: 22º
1987: 27º
1988: 38º
1989: 8º
1990: vincitore
1991: 5º
1992: 20º
1994: 50º
- Giro di Lombardia

1987: 2º
1988: 12º
1989: 29º
1990: 22º

### Competizioni mondiali
- Coppa del mondo

Coppa del mondo 1989: 16º
Coppa del mondo 1991: 8º
- Campionati del mondo

Giavera del Montello 1985 - In linea: ritirato
Colorado Springs 1986 - In linea: 49º
Villach 1987 - In linea: ritirato
Chambéry 1989 - In linea: ritirato
Stoccarda 1991 - In linea: 42º
Benidorm 1992 - In linea: ritirato